# Wolfgang Kohlhaase
Wolfgang Kohlhaase, né à Berlin (Allemagne) le 13 mars 1931 et mort le 5 octobre 2022 dans la même ville, est un réalisateur, scénariste et écrivain allemand.

## Biographie
En 1980, Wolfgang Kohlhaase co-réalise avec Konrad Wolf le film Solo Sunny qui est inscrit à la 30e édition du Festival international du film de Berlin, où Renate Krößner remporte l'Ours d'argent de la meilleure actrice.
Le film Les Leçons persanes (2020) est partiellement inspiré d'une de ses nouvelles, Erfindung einer Sprache.

## Distinctions
- 1985 : membre du jury au 35e festival international du film de Berlin
- 1990 : prix Helmut Käutner
- 2005 : festival de Saint-Sébastien : prix du jury du meilleur scénario pour Un été à Berlin (Sommer Vorm Balkon)
- 2010 : Ours d'or d'honneur au 60e festival international du film de Berlin
- 2010 : réception de son étoile sur le Boulevard des stars à Berlin

## Filmographie partielle

### Au cinéma

#### Comme réalisateur
- 1980 : Solo Sunny, coréalisé avec Konrad Wolf (aussi scénariste)
- 1992 : Inge, April und Mai (de), coréalisé avec Gabriele Denecke

#### Comme scénariste
- 1957 : Une romance berlinoise (Eine Berliner Romanze) de Gerhard Klein
- 1957 : La police des mineurs intervient (Berlin – Ecke Schönhauser...) de Gerhard Klein
- 1960 : L'Étoile du silence (Der schweigende Stern) de Kurt Maetzig (coscénariste)
- 1961 : Der Fall Gleiwitz (de) de Gerhard Klein (coscénariste)
- 1968 : J'avais 19 ans (Ich war neunzehn) de Konrad Wolf (coscénariste)
- 1983 : Le Séjour (Der Aufenthalt) de Frank Beyer
- 2000 : Les Trois Vies de Rita Vogt (Die Stille nach dem Schuß) de Volker Schlöndorff (coscénariste)
- 2005 : Un été à Berlin (Sommer vorm Balkon)
- 2011 : I Phone You de Dan Tang
- 2015 : Als wir träumten d'Andreas Dresen

## Ouvrages
- Alarm im Zirkus, Berlin, 1954.
- Eine Berliner Romanze, Berlin, 1956.
- Fisch zu viert, in: Hörspiele 9, Henschelverlag Berlin, 1969, p. 99–145.
- Fragen an ein Foto, in: Hörspiele 10, Hörspiele, Henschelverlag Berlin, 1970, p. 9–42.
- Ein Trompeter kommt, in: Das Modell, Hörspiele, Henschelverlag Berlin, 1972, p. 112–156.
- Nagel zum Sarg. Geschichten, Berlin, 1976.
- Silvester mit Balzac und andere Erzählungen, Berlin, 1977 ; Édition Schwarzdruck, Berlin, 2003,  (ISBN 978-3-935194-15-0) ; Berliner Taschenbuch Verlag BVT, 2006,  (ISBN 978-3-8333-0450-7) ; Berlin Verlag, Berlin, 2006,  (ISBN 978-3-8333-0450-7).
- Die Grünstein-Variante. Eine Geschichte in Erinnerung an Geschichten, die Ludwig Turek erzählt hat, Hörspiele, Berlin, 1980, p. 19–48.
- Fisch zu viert. Ein Moritatsachenbericht über eine höchst beklagenswerte Affäre im Jahre 1838 sowie im Märkischen bei Neuruppin, Munich, 1981.
- Der Bruch – Das Buch zum Film, Lübbe, Bergisch Gladbach, 1989,  (ISBN 3-404-13221-1).
- Sommer vorm Balkon, avec des interviews de Regine Sylvester, Aufbau-Taschenbuch-Verlag, Berlin, 2005, Ill.,  (ISBN 3-7466-2189-5).
- Erfindung einer Sprache und andere Erzählungen, avec une postface d'Andreas Dresen, Berlin : Klaus Wagenbach, 2021,  (ISBN 978-3-803133-35-9).